# Danh sách báo viết tại Việt Nam

### Bộ và cơ quan ngang bộ
| STT | Tên báo                 | Đại diện                                       | Năm thành lập |
| --- | ----------------------- | ---------------------------------------------- | ------------- |
| 1   | Nhân Dân (báo)          | Đảng Cộng sản Việt Nam                         | 1951          |
| 2   | Công lý                 | Tòa án nhân dân tối cao (Việt Nam)             |               |
| 3   | Bảo vệ pháp luật        | Viện kiểm sát nhân dân tối cao (Việt Nam)      |               |
| 4   | Quân đội nhân dân (báo) | Bộ Quốc phòng Việt Nam                         | 1950          |
| 5   | Công an nhân dân (báo)  | Bộ Công an (Việt Nam)                          | 1946          |
| 6   | Thế giới và Việt Nam    | Bộ Ngoại giao (Việt Nam)                       |               |
| 7   | Pháp luật Việt Nam      | Bộ Tư pháp (Việt Nam)                          |               |
| 8   | Đầu tư                  | Bộ Kế hoạch và Đầu tư (Việt Nam)               |               |
| 9   | Tài chính Việt Nam      | Bộ Tài chính Việt Nam                          |               |
| 10  | Công thương             | Bộ Công Thương (Việt Nam)                      |               |
| 11  | Nông nghiệp Việt Nam    | Bộ Nông nghiệp và Phát triển nông thôn         |               |
| 12  | Giao thông vận tải      | Bộ Giao thông Vận tải (Việt Nam)               |               |
| 13  | Xây dựng                | Bộ Xây dựng (Việt Nam)                         |               |
| 14  |                         | Bộ Tài nguyên và Môi trường                    |               |
| 15  | Bưu điện Việt Nam       | Bộ Thông tin và Truyền thông (Việt Nam)        |               |
| 16  | Lao động và xã hội      | Bộ Lao động - Thương binh và Xã hội (Việt Nam) |               |
| 17  | Văn hóa                 | Bộ Văn hóa, Thể thao và Du lịch (Việt Nam)     |               |
| 18  | Khoa học và phát triển  | Bộ Khoa học và Công nghệ Việt Nam              |               |
| 19  | Giáo dục và thời đại    | Bộ Giáo dục và Đào tạo (Việt Nam)              |               |
| 20  | Sức khỏe và đời sống    | Bộ Y tế (Việt Nam)                             |               |

### Bộ Quốc phòng
| STT | Tên báo                | Đại diện                            | Năm thành lập |
| --- | ---------------------- | ----------------------------------- | ------------- |
| 1   | Quân khu Một           | Quân khu 1                          |               |
| 2   | Quân khu Hai           | Quân khu 2                          |               |
| 3   | Quân khu Ba            | Quân khu 3                          |               |
| 4   | Quân khu Bốn           | Quân khu 4                          |               |
| 5   | Quân khu 5             | Quân khu 5                          |               |
| 6   | Quân khu 7             | Quân khu 7                          |               |
| 7   | Quốc phòng Thủ đô      | Bộ Tư lệnh Thủ đô Hà Nội            |               |
| 8   | Phòng không-Không quân | Quân chủng Phòng không - Không quân |               |
| 9   | Hải quân               | Quân chủng Hải quân                 |               |
| 10  | Biên phòng             | Bộ đội Biên phòng                   |               |